# Sátán

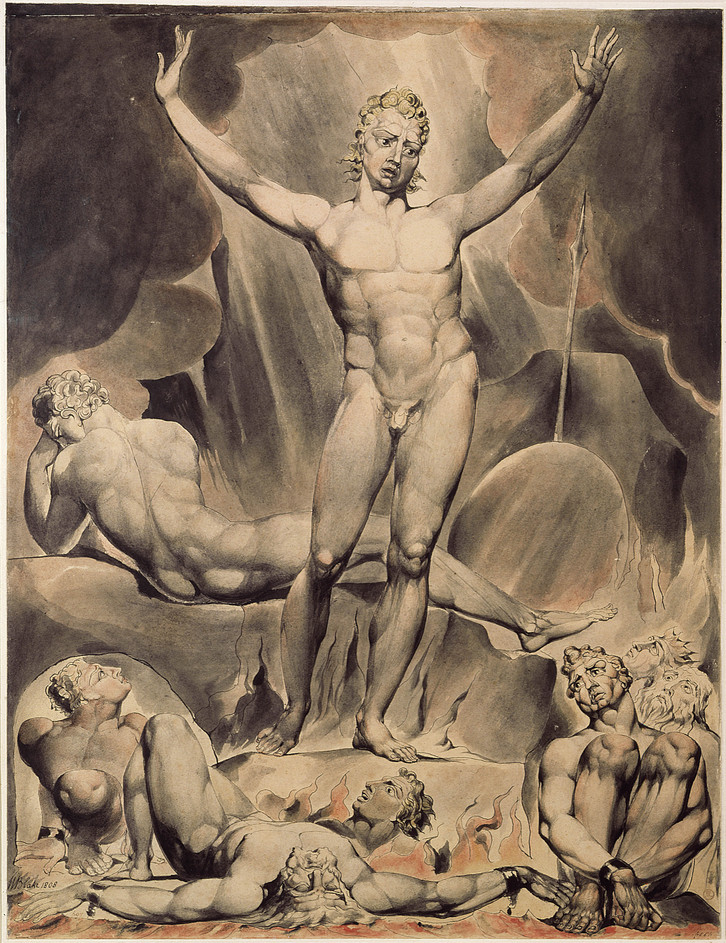
William Blake illusztrációja John Milton Elveszett paradicsom című művéhez

Sátán (héber eredetű szó) az ábrahámi vallásokban (zsidó, keresztény és az iszlám vallásban) szereplő lény, amely az embereket bűnre csábítja vagy próbára teszi. A vele kapcsolatos említések egyaránt megtalálhatóak a Bibliában, a Koránban és egyes apokrif iratokban is.
A Héber Bibliában (Ószövetség) a Sátán alakja alapvetően nem egy gonosz lény, hanem olyan angyalként jelenik meg, aki próbára teszi az embereket. A deuterokanonikus korszakban, valószínűleg Angra Mainju zoroasztriánus alakjának hatására egy gonosz lénnyé fejlődött, aki dualisztikusan szembehelyezkedik Istennel. Az Újszövetségben már egy olyan Isten ellen lázadó, bukott angyal, aki Isten és az emberiség ellenségeként jelenik meg.
A Biblia forrásai alapján emberi formában a Földön sohasem öltött testet. A Biblia úgy említi, és úgy ír róla, mint aki egy személy, szellemi hatalom. Az Újszövetségben különféle kifejezésekben jelenik meg («e világ fejedelme», az «ellenség», a «gonosz», a «kísértő», «e világ istene», a «levegő hatalmasságainak fejedelme»), azonban ezeknél jóval gyakrabban jelenik meg a görögből eredő latin »diabolus« és a »satanas« magyar átírása.
A Septuaginta, a Héber Biblia görög nyelvű fordítása hol a görög diabolosz (διάβολος, gonosz) szót használja, hol a satan (שָּׂטָן) héber szó fonetikus átiratát. A magyar bibliafordítások a satan szót fonetikusan átvették, míg a diabolosz helyett ördögöt, gonoszt írnak. Az Újszövetség az Ádám és Éva bűnesetéről szóló történetben a kígyóval azonosítja, amely az Isten által tiltott fáról kínálta a gyümölcsöt az első emberpárnak.
Bár a Sátánt általában gonosznak tekintik, néhány csoportnak ettől eltérő a hiedelme.
A teista sátánizmusban olyan istenségnek tekintik, akit tisztelnek vagy imádnak. A LaVey-i sátánizmusban az erényes tulajdonságok és a szabadság szimbóluma.

## Etimológia
A sátán héberül שָׂטָן sátán, eredeti jelentése vádló, ellenszegülő.
A görögben σαταν szatan, latinban satanas; arabul شيطان sajtán néven jelent meg. Etimológiailag valamennyi jelentése ellenség, vádló, rágalmazó, félrevezető.
A há-sátán ("a sátán") néven ismert alak először a héber Bibliában szerepel mennyei vádlóként, Jahve (Isten) alárendeltjeként, aki próbára teszi Jahve követőinek hűségét. A korai bibliai könyvekben, pl. 1 Sámuel 29:4, emberi ellenfelekre utal, de a későbbi könyvekben, különösen Jób 1-2-ben és Zakariás 3-ban, egy természetfeletti entitásra.
A sátán szó a magyar nyelvben jövevényszó, ami az eredeti magyar ördög szót helyettesíti. A sémi nyelvekbe feltehetően a hettita Estan napisten nevének hatására került. A területet elfoglaló szemiták az ellenség istenéből kreálták a sátán alakját. Mivel a sémi írások a magánhangzókat nem jelölték, a név hangalakjából csak az stn váz maradt változatlan.
A nevét a kereszténység nagy részének szóhasználatában névelő nélkül, személynévként használják, például: Sátán, Isten ellensége.

## Jelentése, névváltozatai
A Biblia szerint ő személyesíti meg a Kísértőt, aki a rossz útra csábít. Legelső megjelenése ebben a Szentírásban az Ádámot és Évát bűn elkövetésére csábító kígyó képében jelenik meg. Azután más névváltozatokkal is találkozhatunk, a Bibliában gyakran nevezik Kísértőnek, a Gonosznak, e világ istenének, hazugságok atyjának, a sötétség fejedelmének is. A sátán azonos a mai névhasználatban gyakrabban használt „ördöggel” (avagy az ördögök fejedelmével). A középkor óta gyakran azonosítják a bibliában leírt Azazellel, Belzebubbal, Beliállal, Samaellel, Mefisztóval, Luciferrel vagy a különféle pogány mitológiák isteneivel vagy démonjaival.

## A Bibliában
És levettetett a hatalmas sárkány, az ősi kígyó, akit ördögnek és Sátánnak hívnak, aki megtéveszti az egész földkerekséget; levettetett a földre, és vele együtt angyalai is levettettek.

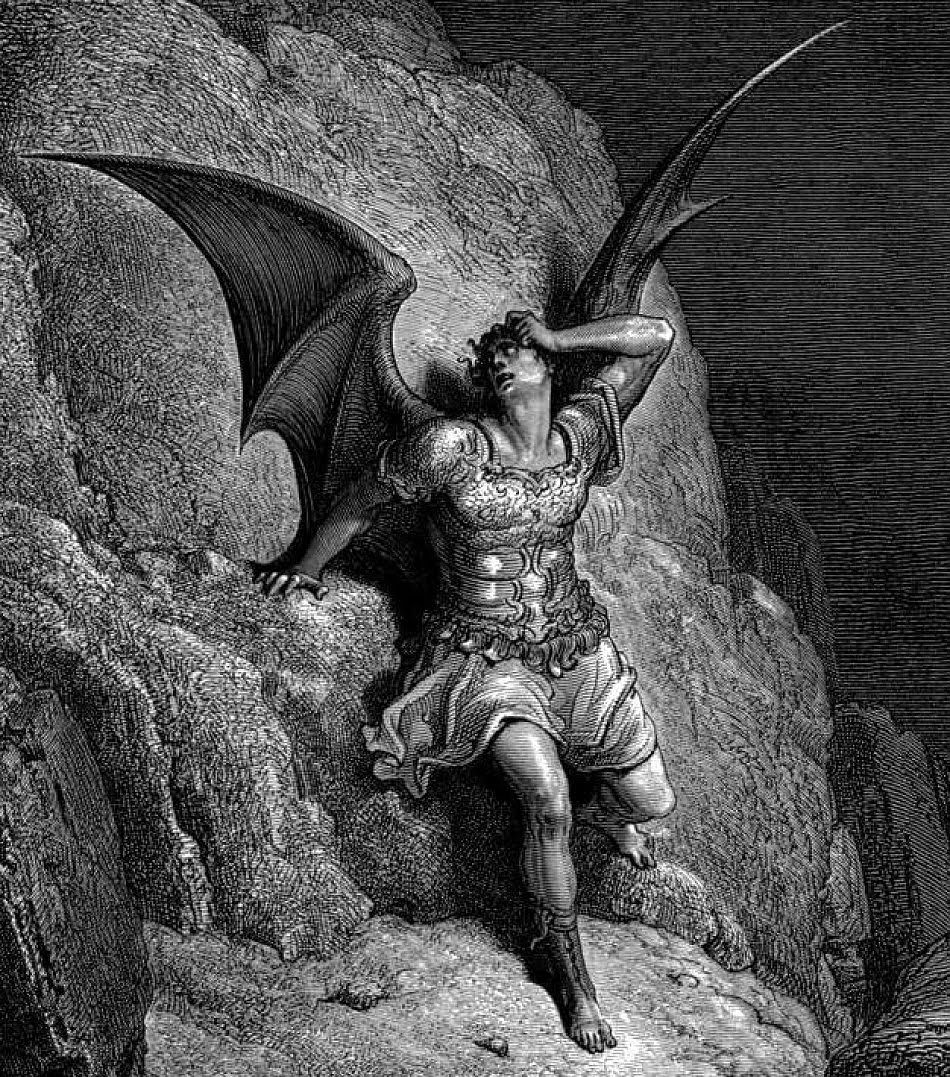
A sátán. Gustave Doré illusztrációja John Milton Elveszett paradicsomához

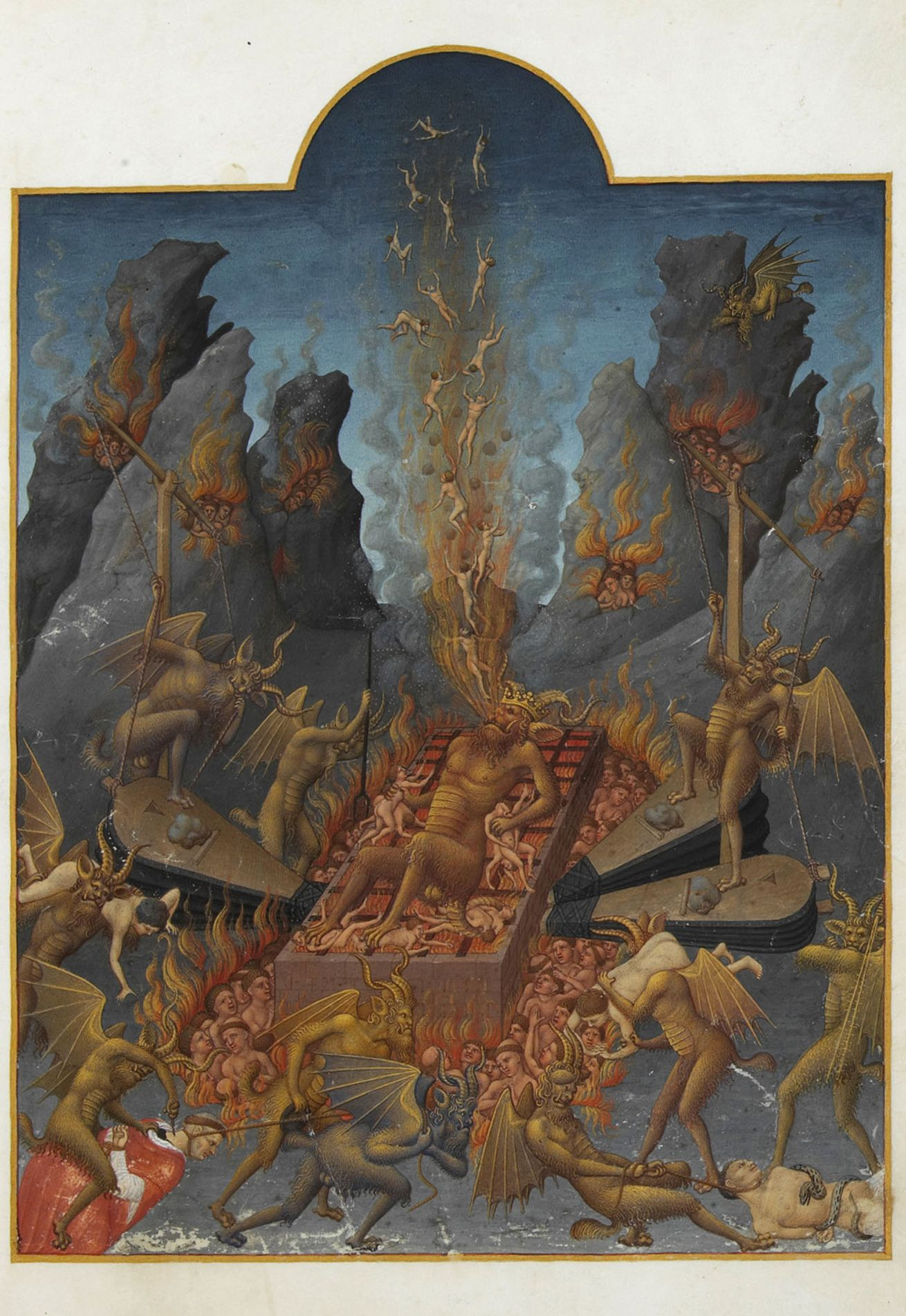
Limbourg fivérek: A pokol (Très Riches Heures du Duc de Berry kódex)

A sátán kilétéről a Biblia több helyen is ad tájékoztatást, azonban különféle neveken. Annak azonban, hogy a különféle helyek egyazon személyre, vagy különböző lényekre utalnak-e, meglehetősen változó a megítélése. Ezt súlyosbítja, hogy a (többnyire helytelen) magyar fordításokból adódóan a témában igen komoly fogalmi zűrzavar uralkodik. Bár nem tartozik szorosan véve a témához, de fontos megemlíteni, hogy a magyarban ezen témában lélekként szerepeltetett szavak (pl. gonosz lelkek), az eredetiben minden esetben szellem-et, értsd: szellemi lény-t jelölnek.

### A sátán (lehetséges) nevei
- Az ószövetségi héber sátán név az Újszövetségben, valamint a Septuagintában is szerepel görög betűkre átírt formában. Az újszövetségben 36-szor található meg ebben a formában, a Septuagintában csak egy-két esetben. Határozott névelő nélkül általános értelemben jelöl ellenséget: 1Kir. 11:14,23,25-ben Salamon politikai ellenfeleit jelenti, a MTörv. 22:22-ben az Úr angyalát, aki ellenkezett Bálámmal, a Zsolt. 109:6-ban emberi vádolót. Határozott névelővel, „az Ellenség” formában személynévvé válik és a gonoszság fejedelmét jelöli. A Septuaginta azonban a legtöbb esetben diabolosznak fordítja, melynek jelentése vádló, rágalmazó. Az Újszövetség 33 esetben jelöli ezzel a szóval, ilyenkor határozott névelővel – a Vádló.
- Ördög – A magyar Bibliák elsősorban így fordítják a diabolosz szót, ezen kívül a görög daimonion (daimon) szót is. Az utóbbit többes számban is, ekkor gonosz seregeket jelöl. A daimonion vagy daimon eredetileg istenséget, természetfeletti lényt jelent. Az Újszövetség csak negatív értelemben, gonosz szellemeket, démonokat jelölve alkalmazza. Szókratész viszont pozitív értelemben a lelkiismeret jelölésére használta. Az Ószövetségben a héber  שֵד  séd, שֵׁדִים sédim szó szolgál a gonosz szellem, szellemek jelölésére (MTörv. 32:17, Zsolt. 106:37).
- Beliál – héber eredetű név, jelentése: értéktelen, haszontalan, gonosz. Nem személynév, ám idővel alkalmassá vált a sátán személyének jelölésére, mivel bajt okozóként (Zsolt. 41:9) vagy Isten ellenfeleként jelenik meg. Utóbbi Náhum könyvében szerepel: „gonoszságot forral az Úr ellen”.[9] Gyakran „fiai”, „gyermekei” hozzátétellel (1Sám. 2:12) együtt olvashatjuk. A Septuaginta gyakran diabolosznak fordítja a héber beliált, ami jelzi, hogy az ókori fordítók is a sátán egyik nevének tekintették. Az Újszövetségben a 2Kor. 6:15-ben található a kifejezés.
- Belzebub – A név csak az Újszövetségben fordul elő Beelzelbul formában (Mt. 12:24-27).[10] A szó héber eredetű, a pogány istenség Baál-Zebub (szó szerint: (a) Legy(ek) Ura) után, amely Ekron filiszteus városnak volt az istene (2Kir. 1:2,3,6,16). A pogány isten neve idővel a sátán egyik nevévé vált a zsidóságban, ezt támasztja alá az evangéliumi szöveg is.
- Azázél – csak a Leviták könyvében (Mózes harmadik könyve) fordul elő (Lev. 16:8,10,26). Az engesztelés napján a pap saját és népe bűnét átruházza egy bakra,[11] melyet kivittek a pusztába Azazelnek,[12] a puszta démonának, általa jelképezve a bűntől való szabadulást. Az apokrif Énok könyvében (i. e. 2-1. század) a lázadó angyalok vezére. Más forrásokban viszont nem azonosítják a Sátánnal vagy az Ördöggel hanem önálló alakként a 'Bosszúállás angyalaként' vagy a Bosszúállóként említik és mutatják be.
- Lucifer – szó szerint hajnalcsillag vagy fényhozó (latin: lux, 'fény' és fero, 'hordozni, vinni' szavakból: 'fényhozó, fényt hordozó'),[13] Ézsaiás könyvének (Ézs 14:12) latin fordításban szerepel, ahol Babilon királyának jelzője. (Károlinál: Miként estél alá az égrõl fényes csillag, hajnal fia!? Levágattál a földre, a ki népeken tapostál!) Később személynév lett belőle, Lucifert az Isten ellen lázadó, és büntetésül az égből alávetett legfőbb angyalnak képzelték, és a Sátánnal azonosították. A mai bibliafordításokban általában nem szerepel a Lucifer név, egyszerű jelzőként fordítják. Illetve „Ő pedig monda nékik: Látám a Sátánt, mint a villámlást lehullani az égből.” (Lk 10,18)
- a világ fejedelme – Jézus: jön e világ fejedelme, bár felettem nincs hatalma Ján 14,30; egykor éltetek e világ életmódja szerint; igazodva a levegő (világ) birodalmának fejedelméhez Ef. 2,2
- e világ istene – Ezeknek a gondolkozását e világ istene megvakította. 2. Kor. 4,4
- az Isten hegyéről levetett kerub – Ezékiel könyve 28:12-19.

### A sátán az Ószövetségben

#### A sátán mint kísértő, a rosszra csábító
Legelőször a Bibliában a kígyó képében jelenik meg, bár maga a Teremtés könyve nem közli, hogy a kígyó azonos lenne a Sátánnal, a későbbi bibliai könyvek azonosítják vele. Ádám és Éva a Paradicsom minden fájáról ehet, kivéve egyről nem, mert ha igen, akkor meghalnak. De a ravasz kígyó elhiteti velük, hogy semmiképp sem fognak meghalni, hanem még bölcsebbek lesznek. Ádám és Éva elhitte ezt, ezért ettek belőle. A Biblia ezzel a képpel sok mindent megmagyaráz, például azt, miért halunk meg, miért nem élhetünk örökké.

#### A sátán mint vádló
Jób könyvének első két fejezetében ő az egyik főszereplő. Az eredeti héber szövegben a neve itt nem személynévként, hanem köznévként szerepel, mint „a vádló” (ha-szátán). A többi angyallal együtt ő is bejárhat a Mennybe, mikor az "Isten fiai udvarolni" mentek az Úrnak. „Szerte bolyong a földön”. Istennel polemizálva azt a lehetőséget kapja, hogy többször is megkísértse, és ezzel próbára tegye Jóbot. Jób könyvében a sátánnak nincs független hatalma, Istentől kap fölhatalmazást a próbák végrehajtására. 
A sátán ugyanebben a vádló szerepben a Biblia még egy helyén megjelenik. Zakariás könyvében (Zak. 3:1-2) a mennyei ítélőszék előtt a megvizsgálandó Józsué főpap jobb oldalán áll, hogy vádbeszédet mondjon ellene, de az Úr angyala megparancsolja neki, hogy hallgasson.

#### A sátán mint az ember ellenfele
Ezen kívül az Ószövetség még két helyen említi a sátán nevét.
A Krónikák könyvében (1Krón. 21,1) a sátán mint Izráel népének ellensége, ráveszi Dávid királyt, hogy megszámlálja a népét. Dávid ezzel kivívja Isten haragját, aki dögvésszel sújtja Izráelt. A krónikás (az i. e. 3. században) a sátánt önállóan cselekvő lénynek ábrázolja. Ezzel szemben Sámuel könyvében (2Sám. 24,1), ahonnan a történetet vette, maga Isten manipulálja Dávidot.

### Deuterokanonikus korszak
Amikor az Újbabiloni Birodalom Jeruzsálemet meghódította és elpusztította (Kr.e. 587), sok zsidót Babilon fogságába hurcoltak. Nagy Kürosz azután Kr.e 550-ben meghódította Babilóniát, és megalapította a Perzsa Birodalmat. Perzsia állami kultusza a zoroasztrianizmus volt, amelyet Zoroaszter próféta alapított . A vallásukban egy tiszta, jó lény, Ahura Mazda ('Bölcs Úr') állt szemben Angra Mainjuval, más néven Ahrimannal.
Amikor a zsidók a „babiloni fogság”ból hazatértek, az ókori perzsa vallás számos elemét magukkal vitték. A sátánról alkotott elképzelések megváltozása nagy valószínűséggel a zoroasztrianizmus, a jóság és a gonoszság két istene küzdelmét tanító perzsa vallás hatása.
A katolikus és ortodox kánonban szereplő Bölcsességek könyvében szerepel a következő megállapítás: „A sátán irigysége révén azonban a világba jött a halál, és akik vele tartanak, azok megtapasztalják.” (Bölcs. 2:24)

### Az Újszövetségben

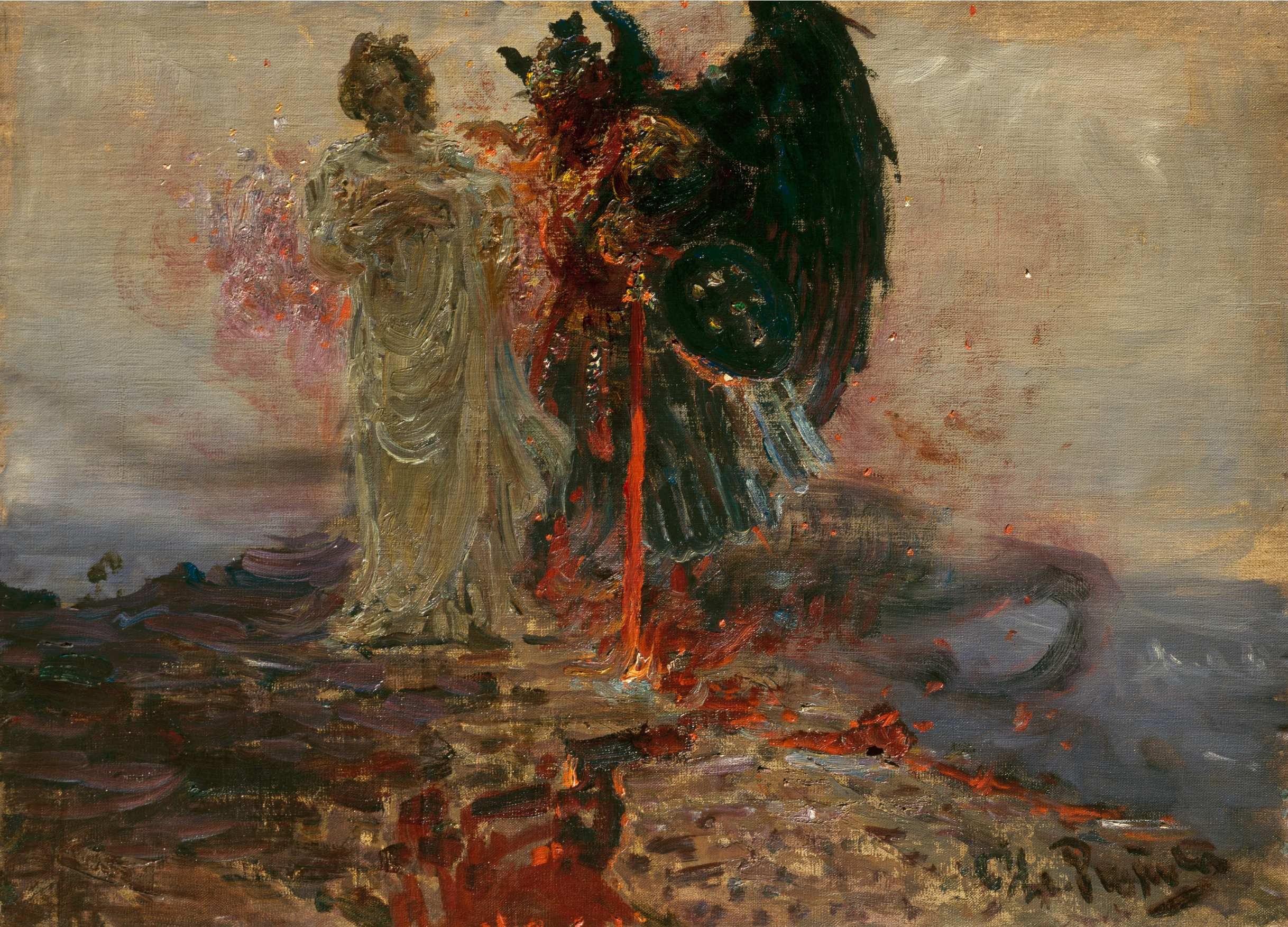
Ilja Jefimovics Repin: "Távozz tőlem Sátán!" (1895)

Az evangéliumokban Jézus, a levelekben pedig az apostolok többször is említik a sátán nevét. Jézus negyven napig a pusztában böjtöl, hogy megküzdjön az ördög kísértésével, akit sátánnak nevez (Mt. 4:10). Egy alkalommal ugyanakkor a tanítványához Péterhez szól, hogy "Távozz tőlem Sátán!" (Mk. 8:33) Ezt azért mondja, mert a Sátán megkísérti Pétert, hogy Isten tervét megváltoztassa. Máskor Belzebubról, az ördögök fejedelméről (Mt. 12:27), illetve az ördögről és az ő angyalairól (Mt. 25:41) beszél.
A sátán személyének kilétéről az Újszövetség két helyen ad némi információt. Pál apostol a  korintusiaknak írt második levelében azt mondja, hogy „a sátán a világosság angyalának tetteti magát” (11:14). A Jelenések könyvében pedig János evangélista az Édenkertben Ádámot és Évát bűnre csábító kígyóval azonosítja a sátánt: „Levetették a nagy sárkányt, ama régi kígyót, aki maga az ördög, a sátán, aki tévútra vezeti az egész világot. A földre vetették, s vele együtt letaszították angyalait is.” (12:9)
A bukott angyalokról említés található két apostoli levélben is (Péter második levele 2:4 és Júdás levele 1:6).

## A rabbinikus irodalomban
A Misna és a Talmud legkorábbi bejegyzései azt mutatják, hogy a sátán csak igen kis szerepet játszott a zsidó teológiában. A zsidó vallás később átvette a népszerű közel-keleti (perzsa eredetű) nézeteket a sátánról és nagyobb szerepet tulajdonított neki. Minél később íródott egy rabbinikus mű, annál több említés esik benne a sátánról és az általa megszálltakról.
Például a kígyó a klasszikus zsidó vallás szerint a szó szoros értelmében csak kígyó volt, míg a későbbi zsidó teológiában a gonosz által megszállt lény lett, hiszen a bűnbeesés történetében beszélt, pedig a kígyó erre nem képes önmagától. (A Midrás már odáig megy, hogy a kígyó, mielőtt megátkozták, felegyenesedve járt és tudott beszélni.)
Az i. sz. 450 körül íródott Palesztinai Talmud még igen tartózkodó a sátánnal kapcsolatban. A Babilóniai Talmud szerint (Bava Bathra 16a) a jécer hára (a gonosz hajlam), a halál angyala és a sátán azonosak. A Talmud a Samael nevet is megemlíti, akiről sokan úgy vélik, hogy egy másik démonnak a neve, de abban egyetértenek, hogy gonoszt jelöl.
A későbbi rabbinikus irodalom jó néhány művében és sok rabbi szerint a sátán minden gonoszság megtestesítője, és minden erejét az ember elpusztítására fordítja. E nézet szerint óriási hatalma van az emberek minden munkája felett, de a tudása korlátozott, és a jom kippur (engesztelőnap) ünnepén elveszti hatalmát.
Egyes rabbik úgy gondolták, hogy sátán a jelenben is ugyanolyan aktívan tevékenykedik, mint a múltban, amikor ő volt Izsák feláldoztatása, Ézsau csalása, Mózes halála, Dávid Betshabéval való paráználkodása, Vasti királynő halála és a zsidóellenes háborúk előmozdítója.

## A gnoszticizmusban
A gnoszticizmusra jellemző a kozmikus dualizmus: a mindenek felett álló, transzcendens Isten egy másik istenséggel áll szemben, aki létrehozta a fogyatékos és visszás világot.
A Démiurgosz elnevezéssel illették ezt a másodrendű istenséget, aki a látható világot teremtette meg. Az igazi, jó Istenről azt állították, hogy az egy másik isten, aki nem vett részt ebben a teremtő aktusban és felette áll a kozmikus iparosmunka elfajzott világán.

## A Koránban

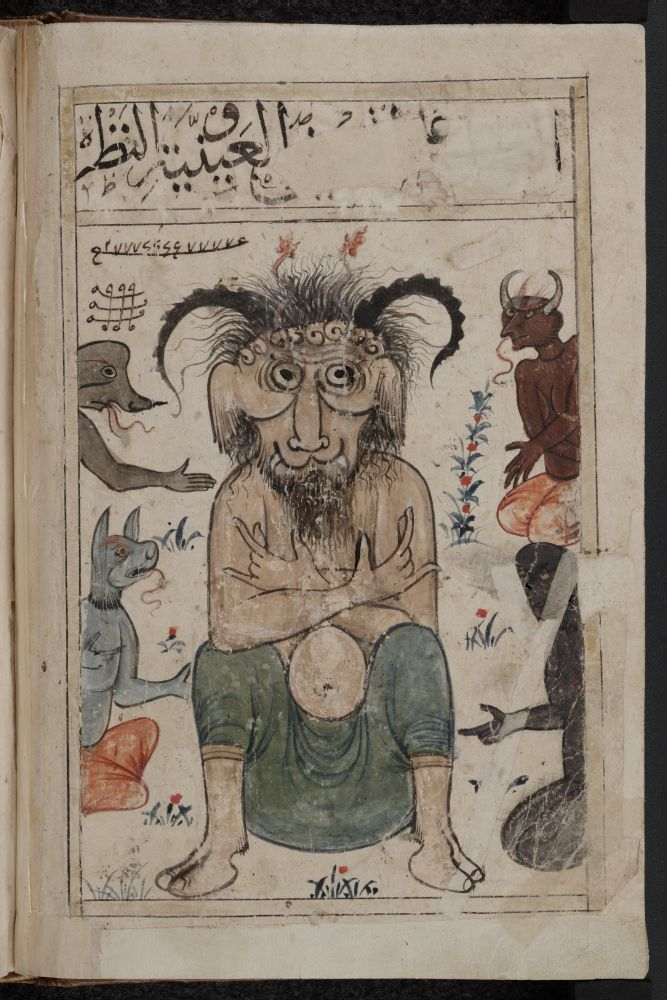
14. századi arab kézirat illusztrációja a Pokol elképzelt uráról, a Sátánról

Az iszlám Iblísz (إبليس ) néven ismeri. 
A Korán szerint korábban az angyalok (fényből lévő szellemi lények) vezetője volt, de nem volt hajlandó az embert elöljárójaként elismerni, azaz leborulni előtte.
Mellette a sajtán  (شيطال) egy gonosz szellem, amely bűnre buzdítja az embereket. A Korán olyan gyakran említi, mint az angyalokat.

## Alakja a keresztény világban és felekezetekben

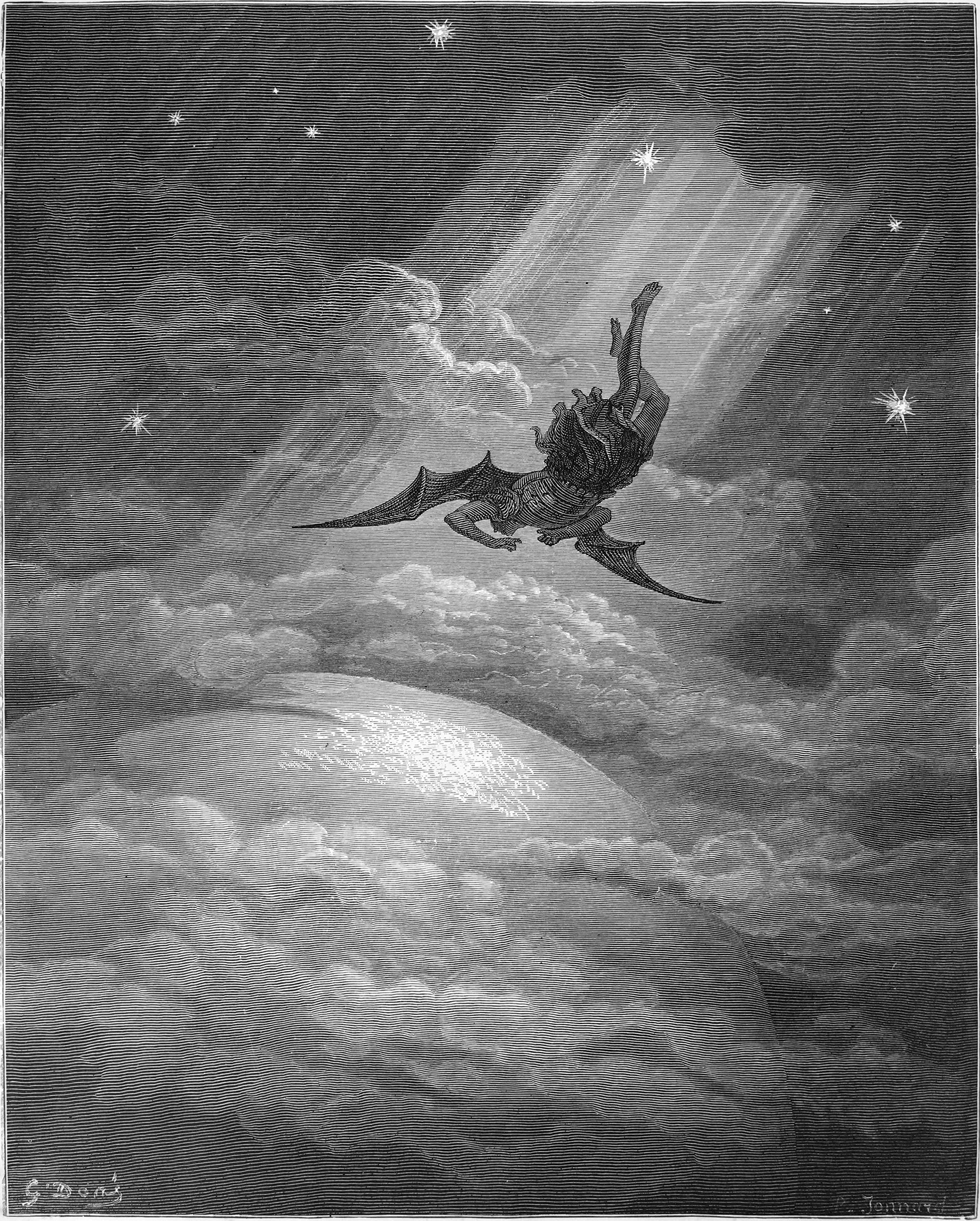
Gustave Doré: A Sátán bukása

A sátán alakja mindig kiemelkedő szerepet töltött be a keresztény teológiában. Egyes korai keresztény egyházatyák imádkoztak a sátán „bűnbánatáért”.[forrás?] Egyes ortodox, paulikiánus eszmékkel kacérkodó egyházatyák – a többség által eretneknek tekintett – gondolata szerint a Sátán összes démonjával együtt bocsánatot fog nyerni Istentől a Végső Ítéletkor, Isten végtelen szeretete miatt.
A középkorban a sátán ábrázolását gyakran használták arra, hogy riogassák és félelemben tartsák az írástudatlan embereket, fegyelmezzék a gyerekeket. Kecskebak alakúnak, szarvakkal és villa alakú farokkal is ábrázolták, amint egy háromágú vasvillát tart. Ezek a rajzok nem a Biblián alapultak, hanem Pán és Dionüszosz ókori görög istenek hasonmásai voltak, illetve a különféle pogány állatmaszkos szertartások hagyományaiból táplálkoztak.
Számos középkori irodalmi műben – így például Dante Isteni színjátékában – a sátán neve Lucifer volt. Ennek alapja az Ószövetségben szereplő történet a Hajnalcsillag (héber הילל Hélél, latin Lucifer) bukásáról (Ézsaiás könyve 14:12), akit a sátánnal azonosítottak.
John Milton Elveszett paradicsom című verses elbeszélő költeményében (17. század) úgy értelmezi a sátánt, mint aki már az ember létezése előtt szembeszállt Istennel.
Swedenborg szerint a pokol nem büntetés, hanem lelkiállapot és az emberek lelkei sem bűneikért kerülnek oda. A "pokol lakói" (lelkek, ördögök, szellemek stb.) így bármikor elhagyhatják azt és szabadon bejárhatják a köztes világokat és – főleg 1757 után, mikor véget ért a Végítélet és új Eget építettek – a Mennyekbe is ellátogathatnak. Ott viszont nem érzik jól magukat és gyorsan visszatérnek saját poklukba a fertelmes sötétségbe. A lelkiállapotuk megváltozásával emelkedhetnek fel és bukhatnak le a lelkek.

## Ábrázolása
Egyik legjellemzőbb ábrázolt alakja az őskígyó, amely rávette Évát, hogy fogyasszon a tiltott gyümölcsből. Egyes Biblia-fordításoknál már a Genezisből kiderül, hogy a sátán a kígyó, de egyértelműen ezt csak az Újszövetség részét képező Jelenések (20:2) könyvéből tudhatjuk meg.
Másik népszerű ábrázolása a görög Pán istenség mitologikus alakjából származik, mely kecskeszerű, patákkal és szarvakkal, és egy háromágú szigonnyal. Mára sokkal emberszerűbbé vált az ábrázolása: sötét, rosszakaratú ember, kis kecskeszakállal.
Néha megjelenik bűnre csábító formában – szakácsként, jóképű férfiként – is, de női ábrázolások is léteznek.
Gyakran használják ezt a jelképet politikai közszereplők jellemzésére, vagy szexuális beállítottság és szokások sokatmondó metaforájaként. Másik alkalmazási módja az ember gyengeségének és bűnösségének hangsúlyozási módja.
Alakját leginkább a horrorfilmek használják, tulajdonságait megtestesült vagy átvitt értelemben a leginkább. Például William Peter Blatty könyve, a The Exorcist (Az ördögűző), mellyel célja az volt, hogy a gonoszság létezését bemutatva arra vezesse az olvasót, hogy léteznie kell a végső jónak, egy Istennek.

## A keleti vallásokban
A hinduizmusban  és a buddhizmusban sátánt gyakran a Mára nevű démonnal azonosítják.

## Az irodalomban
Az újkori irodalomban a sátán, mint semleges vagy pozitív figura is megjelent. Madách Imre műve, Az ember tragédiája az isteni és emberi világrend hideg, velejéig racionális és cinikus kritikusának ábrázolja a sátánt (Lucifer), akinek lázadása azonban kezdettől fogva szerepel az isteni tervben, és a tervben való állandó kételkedése is csak előbbre viszi a világot a terv beteljesülése felé.
Mihail Bulgakov regényében, Mester és Margaritában a Woland professzor néven bemutatkozó sátán „a világ szemetének őre és ura”. Míg Isten a fény és jóság birodalmának irányítója, addig a sátán a maga külön világán uralkodik (inkább ennek része a földi világ is), a sötétségen, mágián és bűnön. A bűn azonban alapvetően nem tőle származik, sőt az ő feladata ítélni és büntetni a nála gyakran sokkal sátánibb, szabad akaratukból gonosz embereket, különösen azok halála után.
Dr. Gyökössy Endre Igaz mese Luciferről című novellája szerint Lucifer valaha Isten legkedvesebb arkangyala volt. A legnagyobb áldozatot hozta meg Isten kedvéért: felvállalta levettetését a mennyekből és a sátán gyűlöletes szerepét, hogy kísértései által minden ember számára megadja a szabad akarat és a szabad döntés lehetőségét. Ugyanez az írás a mottója a témát bővebben kifejtő Angyali kísértés című regénynek, amely Arielle Bourtree írása.

## A filmművészetben
Az ördög ügyvédje (1997) című filmben a sátán (Al Pacino) egy New York-i multinacionális ügyvédi iroda irányítója.
Az Ítéletnap (1999) c. filmben a sátán (Gabriel Byrne alakítja) a fiatal és ártatlan Christine-t (Robin Tunney) szemelte ki, hogy a lány az antikrisztust világra hozza, s a gyermek születésével kezdetét vegye az apokalipszis.
A sátán megidézése több horrorfilm témája. Roman Polański például két ilyen témájú filmet is készített: a Rosemary gyermeke című film főhősnője (Mia Farrow) a sátántól vár gyermeket és annak szolgájává válik.
A kilencedik kapu (1999) főhőse a sátán megidézésére alkalmas könyv után kutat.
A Constantine, a démonvadász című filmben a sátán emberi alakot ölt.
Az Az ördögűző (1973) című filmsorozat központi szereplője is a sátán.
A sátán fontos szereplője a Supernatural című televíziós sorozatnak ahol Lucifer néven az apokalipszis eljövetelét akarja végrehajtani. A sátán a South Park című rajzfilmsorozatban is visszatérő szereplő.
A Doctor Who című sci-fi sorozat "The Impossible Planet", és a "The Satan Pit" című epizódjaiban is a Sátán a főellenség.
A sötétség fejedelme (1987) című filmben a Sátán nem más, mint az antianyagból létező párhuzamos univerzum ura, egyfajta anti-isten. Az ebben a világban létező különös zöld folyadék, mely megszállja az embereket, az Antikrisztus materializálódott alakja, az ő célja a Sátán elhozatala egy tükörportálon keresztül. Karakterét csak egy pillanatra mutatják, mint egy kinyújtott kezet, mely a legjellegzetesebb Sátán-ábrázolásra emlékeztető módon vörös, szőrös, és patás ujjakban végződik.
Mel Gibson A passió (2004) című filmjében a sátán több alkalommal is megjelenik: kopasz, bőre fehér, arca szőrtelen, s a kornak megfelelő, egyszerű sötét öltözéke van.
A Letaszítva című filmben a sátánt Azazelként mutatják be mint a testek között vándorolni képes gonosz szellemet.
A Lucifer az Újvilágban című sorozatban emberi oldalát mutatják be, komplex érzelmekkel bíró teremtményként, aki nem gonosz, hanem sokkal inkább egy „elbűvölő seggfej”. 
Lucifer a Sabrina hátborzongató kalandjaiban is feltűnik mint a ravaszság, a gonoszság és a stratégia megtestesítőjeként.

## Sátánizmus
A sátánt tisztelő (vagy imádó) vallásokat és szektákat nevezik sátánistának. Hivatalosan elismert sátánista egyház a Sátán Egyháza, de nem hivatalos, úgynevezett földalatti csoportokból számtalan létezik (legtöbbjük a keresztény kultúra területén). A sátán fogalma csoportonként jelentősen különbözik, ahogyan az is, hogy imádatot igénylő istenségnek vagy mindössze szimbólumnak tartják-e. Legfontosabb jellemzői az individualizmus és a kereszténységgel (néha júdaizmussal vagy iszlámmal) szembeni ellenséges viszony.